# Клубочин
Клубочин (укр. Клубочин) — село в Цуманской поселковой общине Луцкого района Волынской области Украины.
До 2020 года входило в Киверцовский район.
Код КОАТУУ — 0721886203. Население по переписи 2001 года составляет 155 человек. Почтовый индекс — 45230. Телефонный код — 3365. Занимает площадь 0,746 км².